# فهرست وابسته‌های دیپلماتیک قبرس

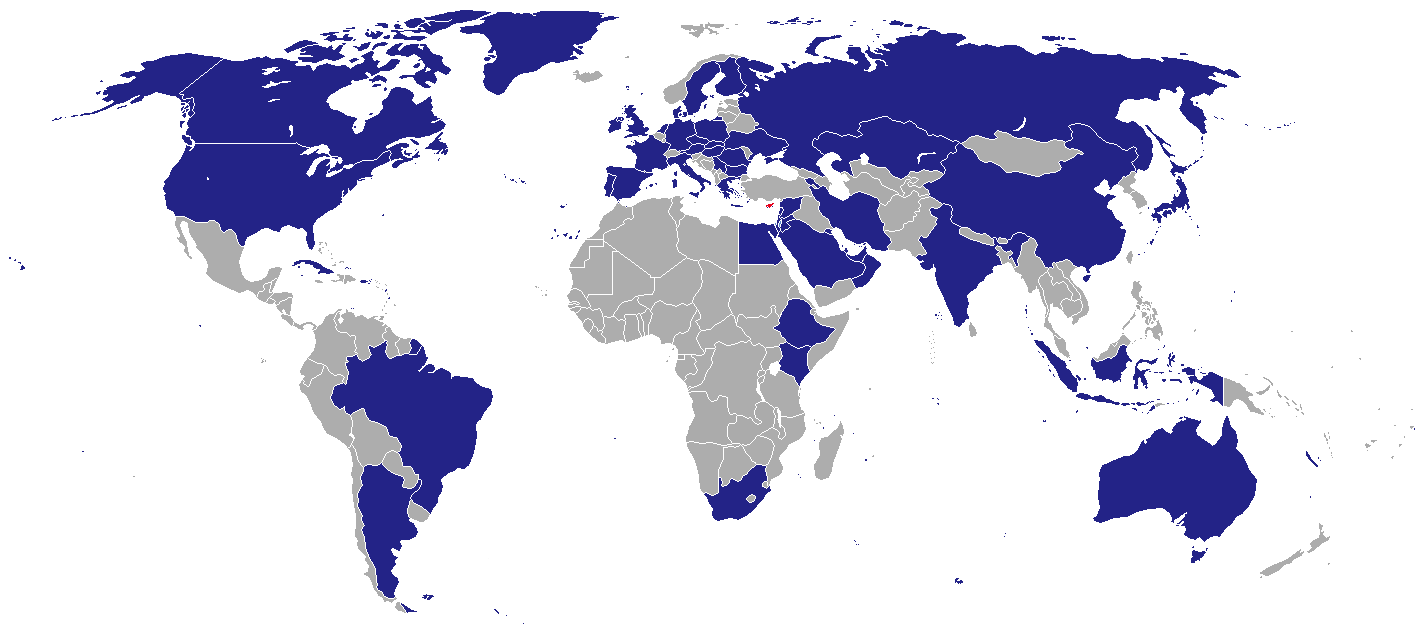
ماموریت‌های دیپلماتیک قبرس

فهرست سفارت‌های قبرس، فهرستی از مراکز سفارتخانه و کنسولگری کشور قبرس در سرتاسر جهان است. قبرس دارای حضور دیپلماتیک متوسطی در جهان است. کشور جمهوری ترک قبرس شمالی خود دارای ماموریت‌های دیپلماتیک جداگانه‌ای می‌باشد. البته قبرس شمالی تنها توسط ترکیه به رسمیت شناخته می‌شود. در سال ۱۹۷۴ دولت سراسقف ماکاریوس سوم، رئیس جمهور وقت قبرس، در کودتایی به تحریک حکومت نظامیان یونان سرنگون شد و ترکیه با استناد به موقعیت خود به عنوان یکی از تضمین‌کنندگان حق حاکمیت قبرس، یگان‌های ارتش خود را در شمال این سرزمین مستقر کرد که عملاً باعث تقسیم این جزیره شد. بحران قبرس پس از حمله ترکیه به قبرس و اعلام استقلال جمهوری ترک قبرس شمالی که فقط از سوی ترکیه مورد تأیید قرار گرفت آغاز شد. با وجود پیشنهادهای گوناگون بین‌المللی این بحران همچنان حل نشده باقی‌مانده‌است.
جمهوری قبرس با قبرس شمالی و کشور ترکیه هیچ روابط دیپلماتیکی ندارد.

## آفریقا

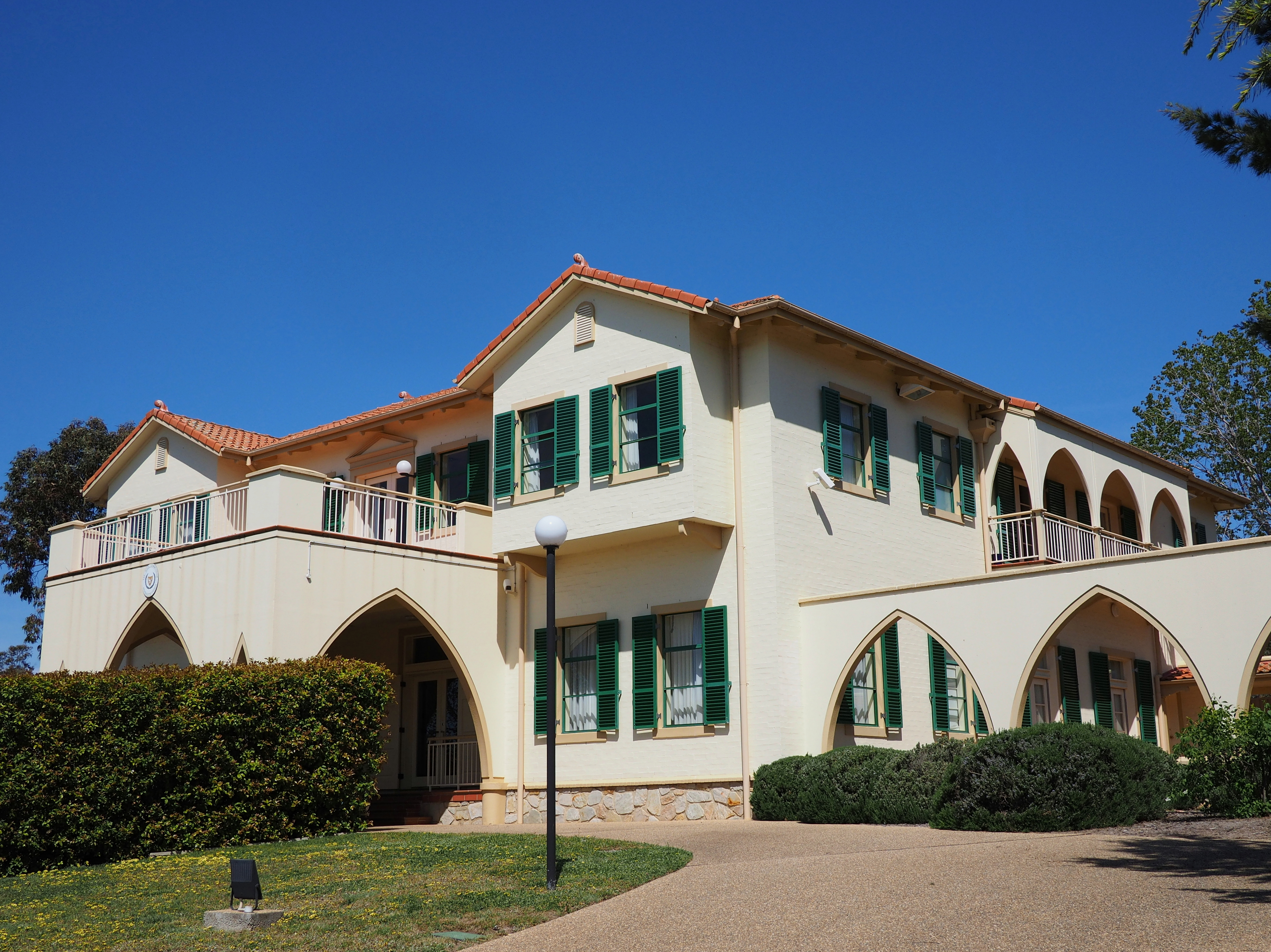
کمیسیون عالی قبرس در کانبرا

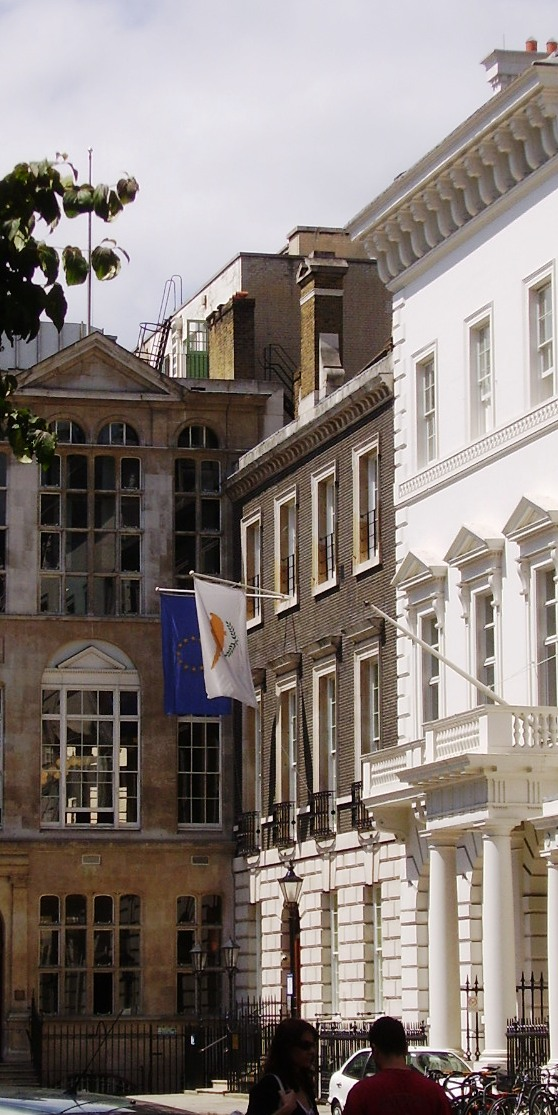
کمیسیون عالی قبرس در لندن

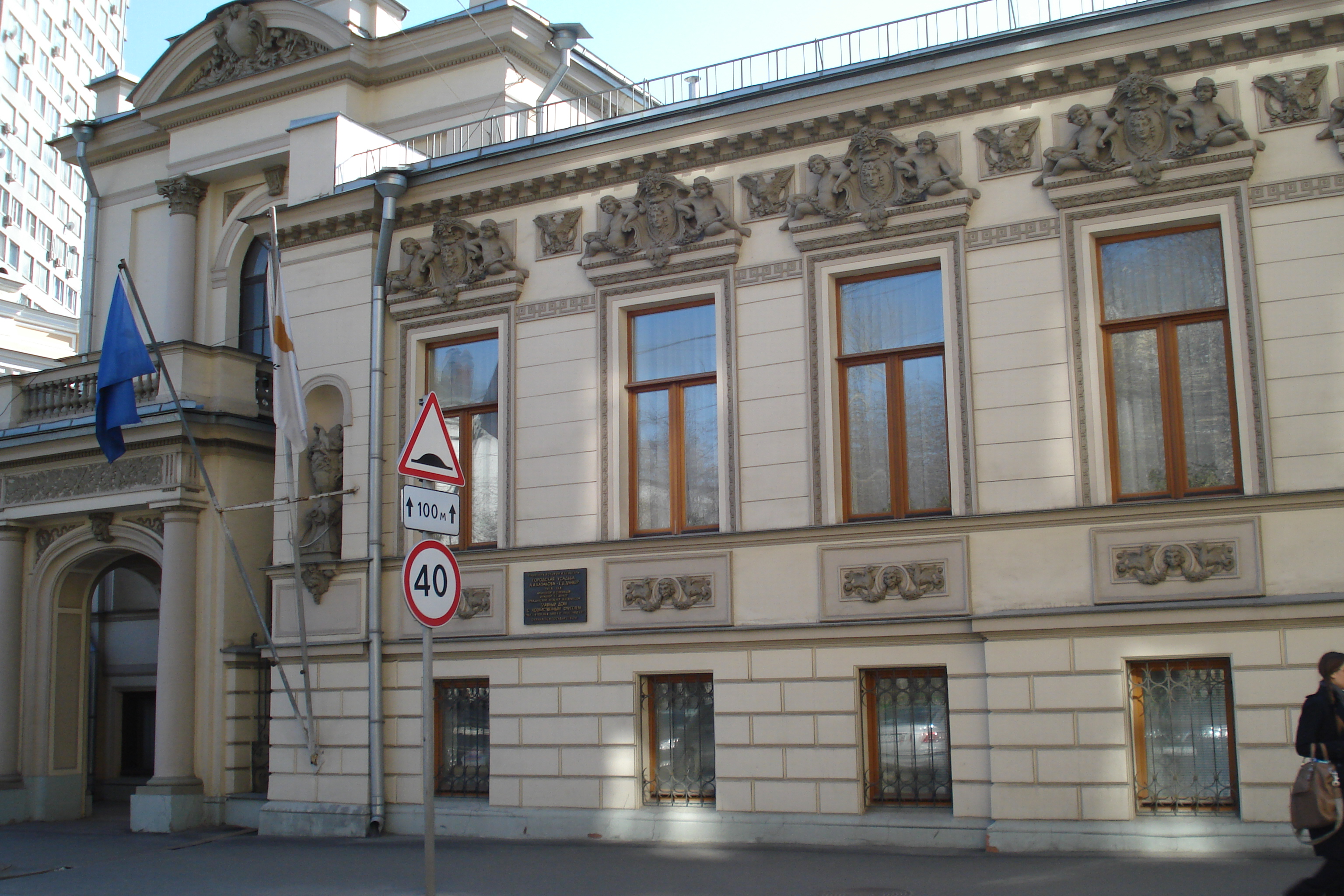
سفارت قبرس در مسکو

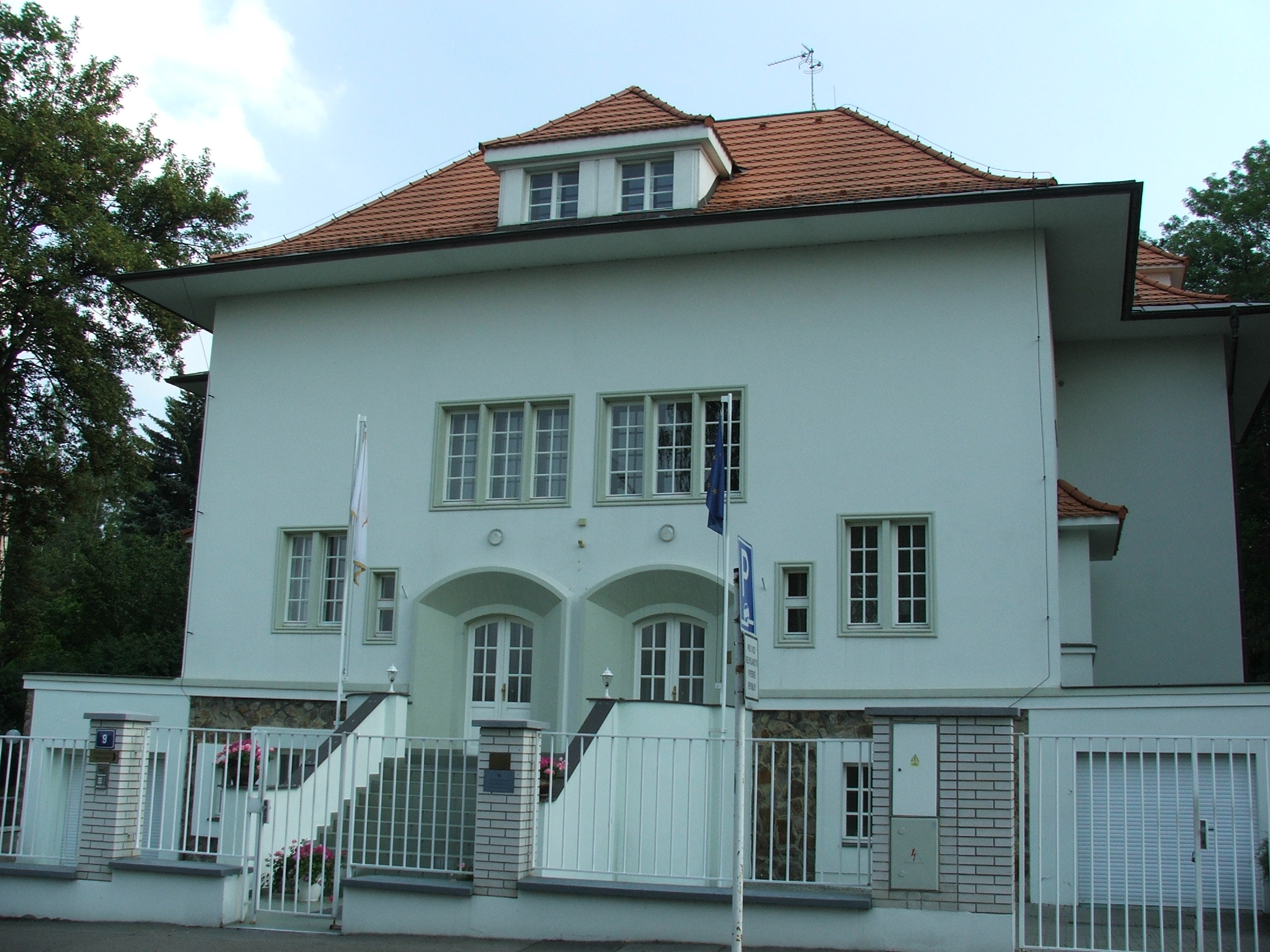
سفارت قبرس در پراگ

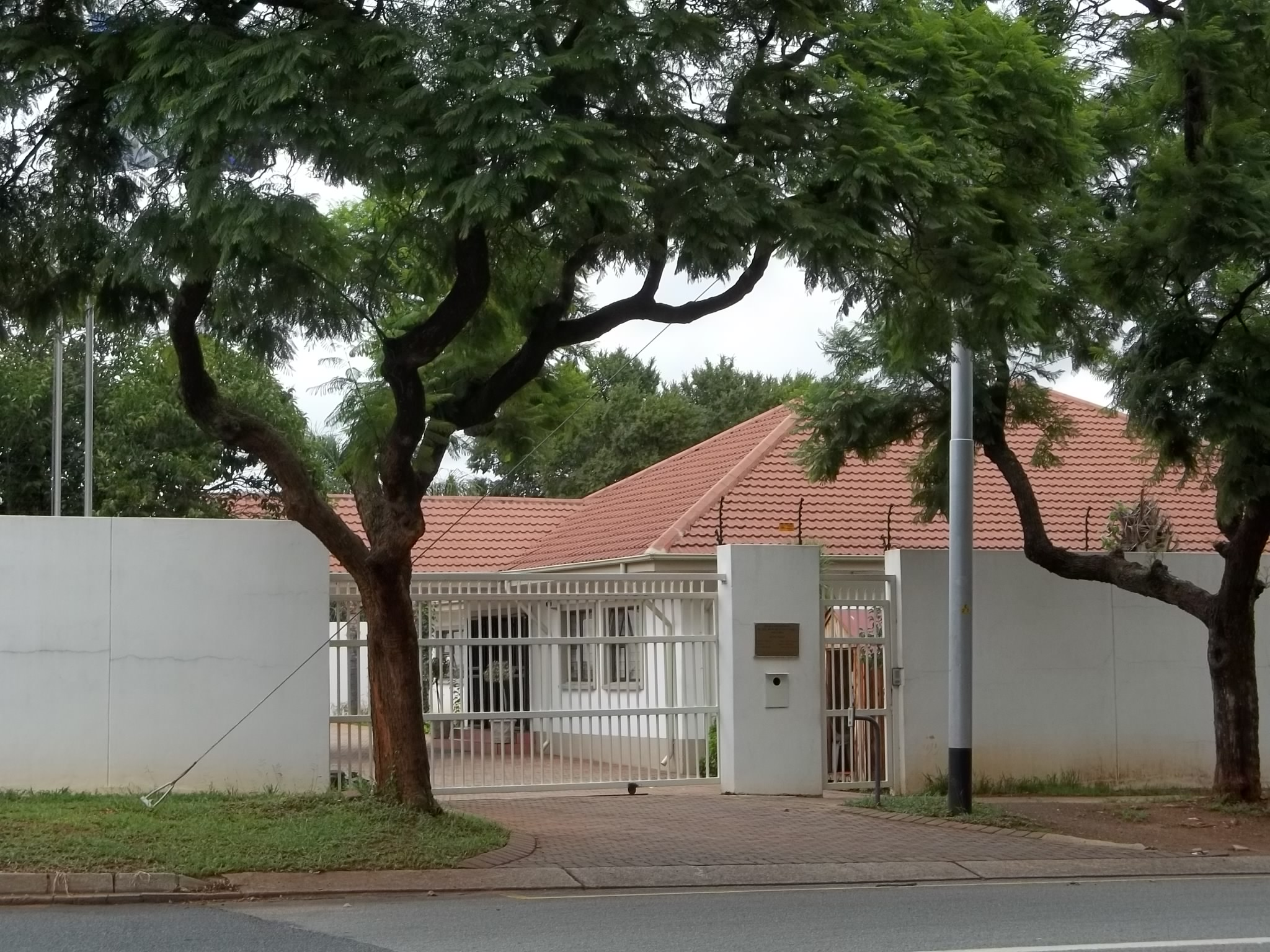
کمیسیون عالی قبرس در پرتوریا

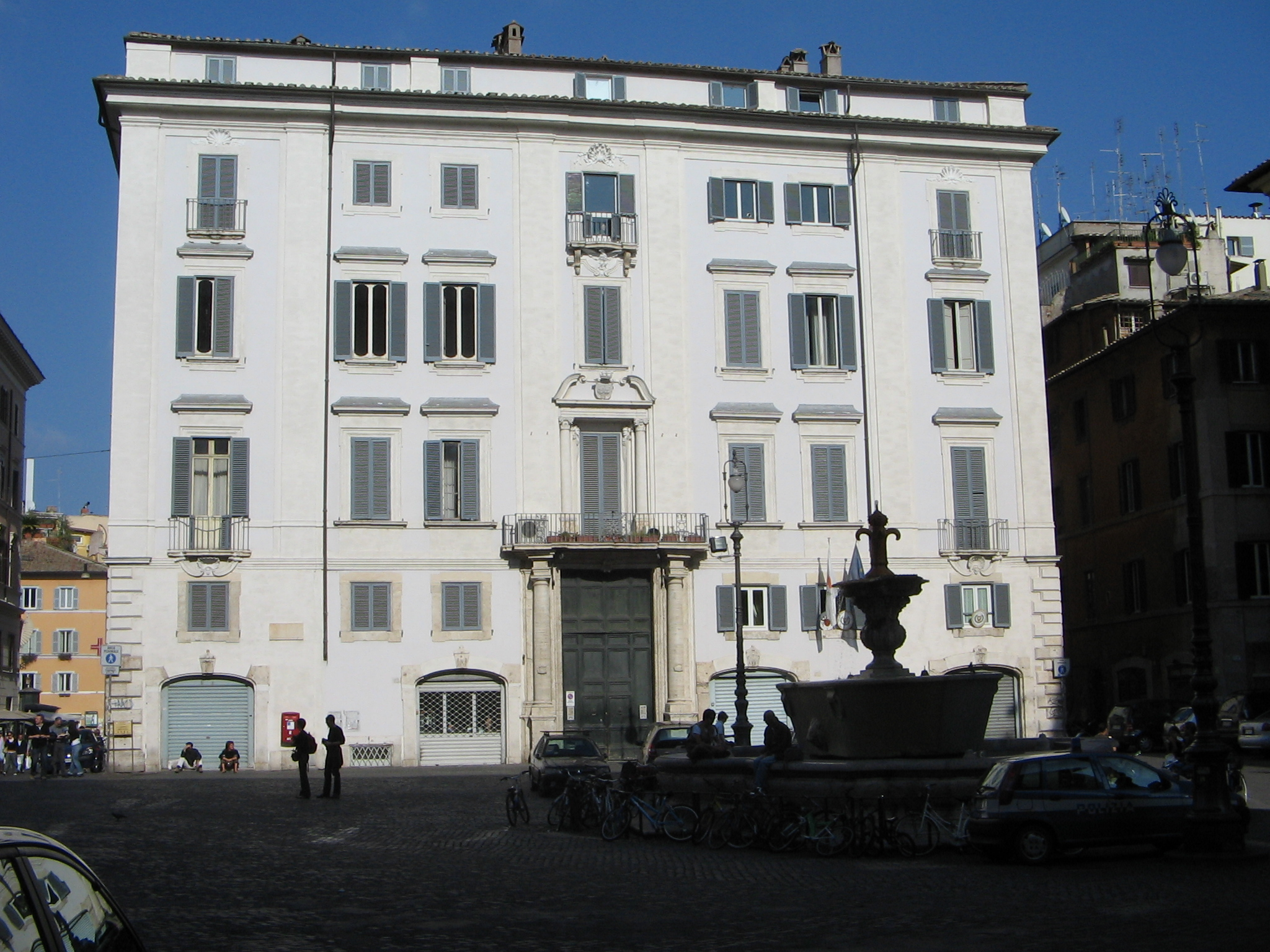
سفارت قبرس در واتیکان

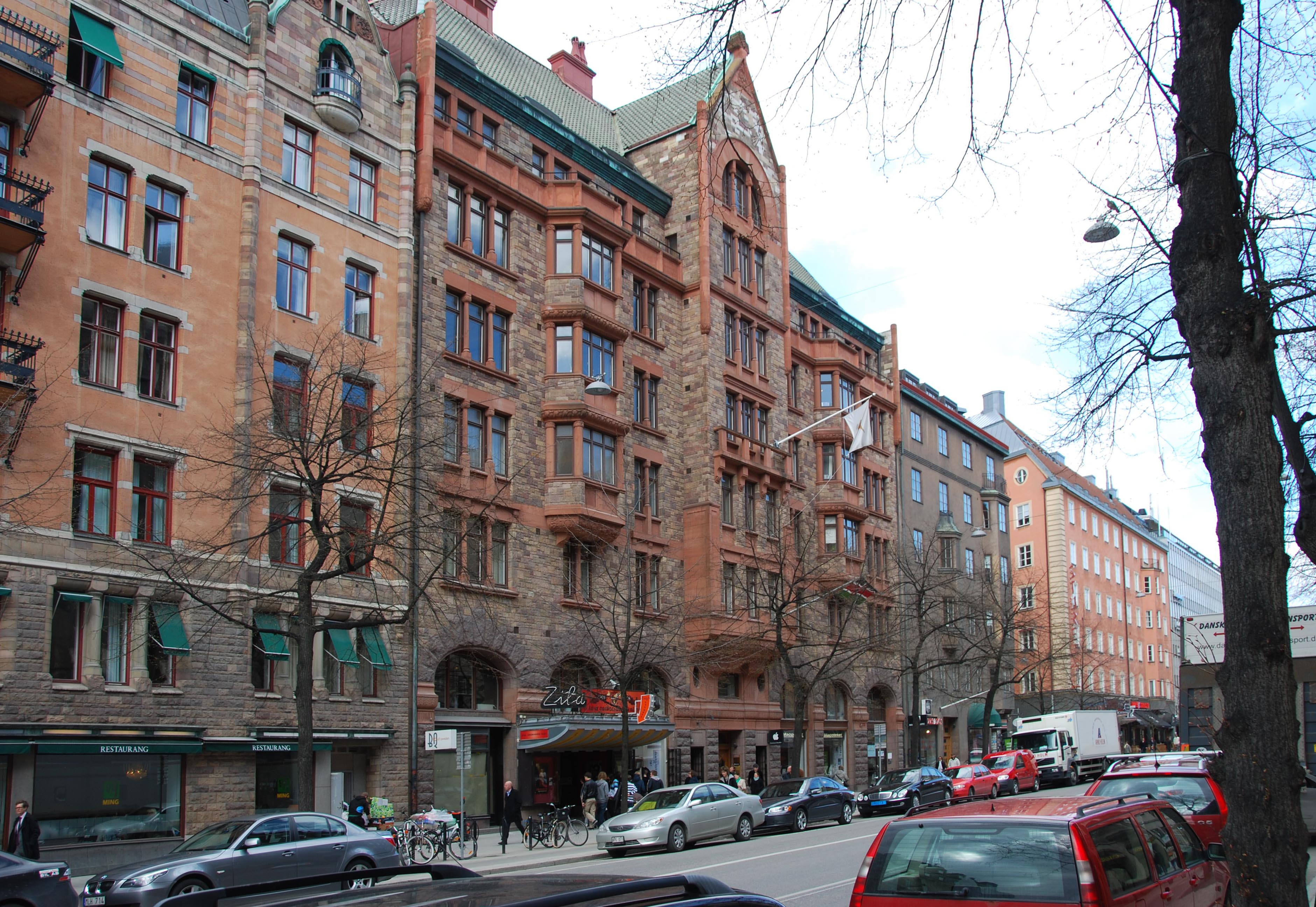
سفارت قبرس در استکهلم

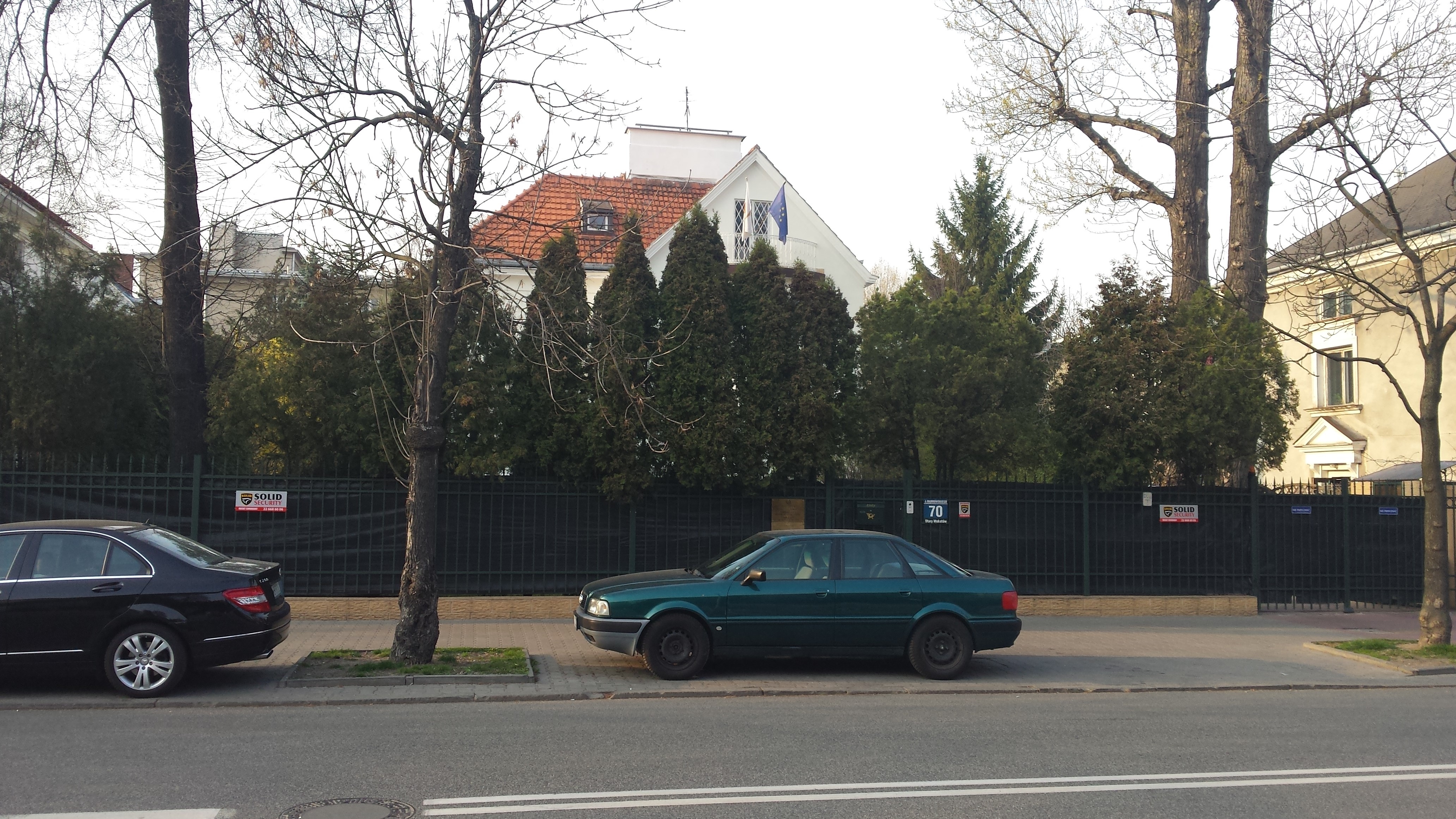
سفارت قبرس در ورشو

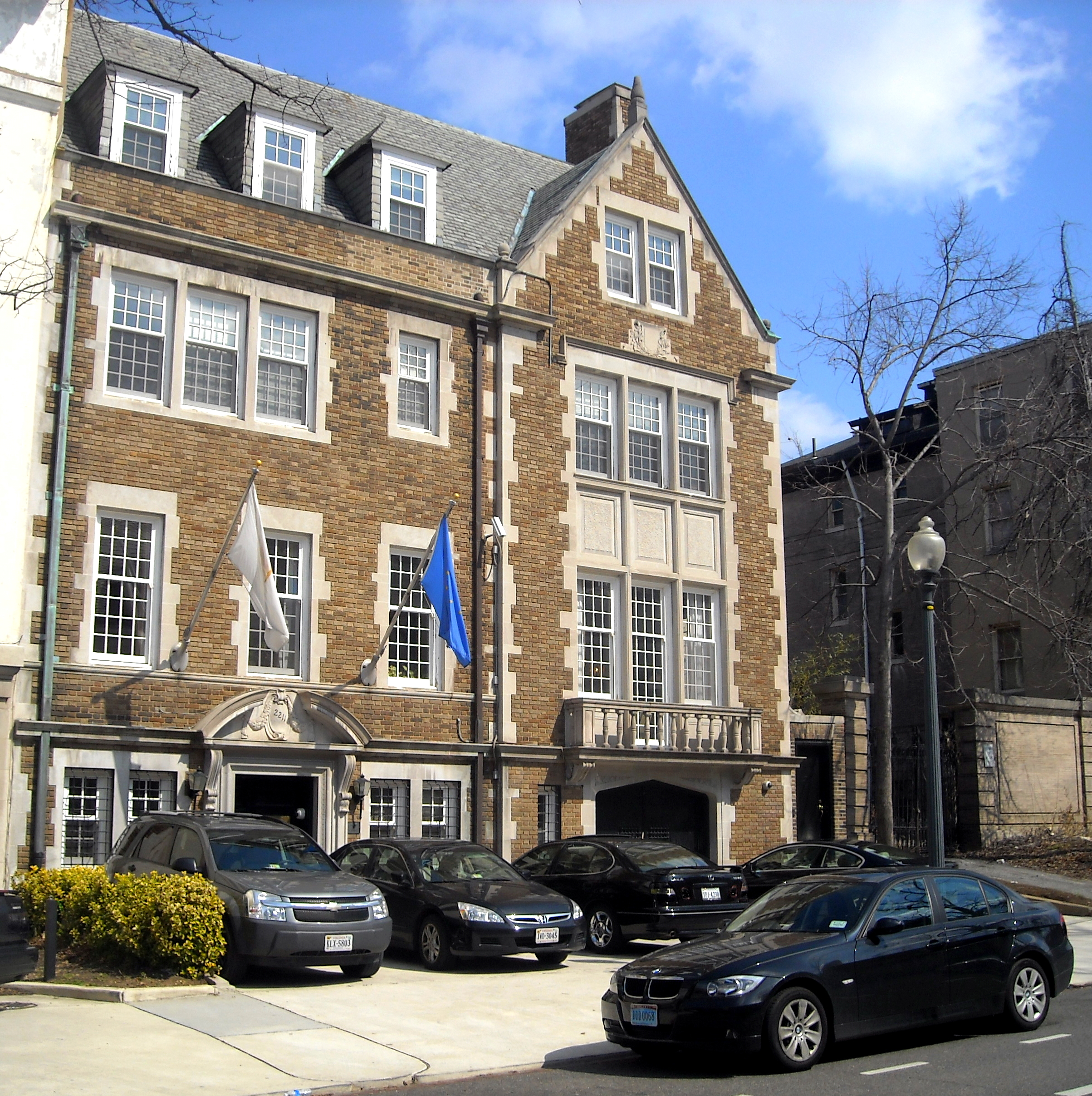
سفارت قبرس در واشنگتن دی سی

- مصر
  - قاهره (سفارت)
- لیبی
  - طرابلس (سفارت)
- آفریقای جنوبی
  - پرتوریا (کمیسیون عالی)

## آمریکا
- برزیل
  - برازیلیا (سفارت)
- کانادا
  - اتاوا (کمیسیون عالی)
- کوبا
  - هاوانا (سفارت)
- مکزیک
  - مکزیکوسیتی (سفارت)
- ایالات متحده آمریکا
  - واشنگتن (سفارت)
  - شهر نیویورک (سرکنسولگری)

## آسیا
- چین
  - پکن (سفارت)
- هند
  - دهلی نو (کمیسیون عالی)
- اندونزی
  - جاکارتا (سفارت)
- ایران
  - تهران (سفارت)
- اسرائیل
  - تل آویو (سفارت)
- اردن
  - امان (سفارت)
- کویت
  - کویت سیتی (سفارت)
- لبنان
  - بیروت (سفارت)
- عمان
  - مسقط (سفارت)
- تشکیلات خودگردان فلسطین
  - رام‌الله (دفتر نمایندگی)
- قطر
  - دوحه (سفارت)
- امارات متحده عربی
  - ابوظبی (سفارت)

## اروپا
- اتریش
  - وین (سفارت)
- بلژیک
  - بروکسل (سفارت)
- بلغارستان
  - صوفیه (سفارت)
- جمهوری چک
  - پراگ (سفارت)
- دانمارک
  - کپنهاگ (سفارت)
- فنلاند
  - هلسینکی (سفارت)
- فرانسه
  - پاریس (سفارت)
- آلمان
  - برلین (سفارت)
  - هامبورگ (سرکنسولگری)
- یونان
  - آتن (سفارت)
  - سالونیک (سرکنسولگری)
- سریر مقدس
  - رم (سفارت)
- مجارستان
  - بوداپست (سفارت)
- جمهوری ایرلند
  - دوبلین (سفارت)
- ایتالیا
  - رم (سفارت)
- هلند
  - لاهه (سفارت)
- لهستان
  - ورشو (سفارت)
- پرتغال
  - لیسبون (سفارت)
- رومانی
  - بوخارست (سفارت)
- روسیه
  - مسکو (سفارت)
- صربستان
  - بلگراد (سفارت)
- اسلواکی
  - براتیسلاوا (سفارت)
- اسپانیا
  - مادرید (سفارت)
- سوئد
  - استکهلم (سفارت)
- اوکراین
  - کی یف (سفارت)
- بریتانیا
  - لندن (کمیسیون عالی)

## اقیانوسیه
- استرالیا
  - کانبرا (کمیسیون عالی)

## سازمان‌های چندجانبه
- بروکسل (مأموریت دائم به اتحادیه اروپا)
- ژنو (مأموریت دائمی به سازمان ملل متحد و سازمان‌های بین‌المللی)
- لندن (مأموریت دائمی به سازمان بین‌المللی دریایی)
- نیویورک (مأموریت دائمی به سازمان ملل متحد)
- پاریس (مأموریت دائمی به یونسکو)
- رم (مأموریت دائمی به سازمان غذا و کشاورزی)
- استراسبورگ (مأموریت دائمی به شورای اروپا)
- وین (مأموریت دائمی به سازمان امنیت و همکاری در اروپا)